# 幸福站 (台灣)
幸福站位於台灣新北市新莊區市中心東側，是台北捷運環狀線第一階段的捷運車站，且為頭前重劃區內最近的捷運車站。

## 車站概要
車站位於思源路與幸福東路口北側；車站編號為Y19。

## 車站構造
車站採高架設計，兩座側式月台，站體長約83公尺，寬約22公尺，高約23.7公尺，設有2處出入口與1座無障礙電梯。

### 車站樓層
|           |                    |                                                           |
| 地上 四樓 | 天橋層             | 月台連絡天橋                                              |
| 地上 三樓 | 大廳層 （接1月台） | 車站大廳、詢問處、自動售票機、驗票閘門 洗手間（付費區外） |
| 地上 三樓 | 側式月台，右側開門 |                                                           |
| 地上 三樓 | 一月台             | ← 環狀線 往終點站方向（Y20 新北產業園區站）               |
| 地上 三樓 | 二月台             | 環狀線 往大坪林方向（Y18 頭前庄站）→                      |
| 地上 三樓 | 側式月台，右側開門 |                                                           |
| 地上 二樓 | 連通道層           | 樓梯、電扶梯、電梯轉接平台 (連結思源路西側的人行天橋)     |
| 地面      | 地面層             | 出入口、販賣店                                            |

### 車站出口
出口1位於車站北側，出口2位於車站南側，無障礙電梯位於出口1。思源路、幸福路口有一天橋，可以聯絡本站出口2。
| 出入口                          | 圖片 | 位置                                         |
| ------------------------------- | ---- | -------------------------------------------- |
| 出入口1 · 設有電梯 · 設有手扶梯 |      | 思源路                                       |
| 出入口2                         |      | 幸福東路                                     |
| 天橋出口                        |      | 跨越幸福路，通往後POYA寶雅新莊幸福店旁人行道 |
| 註： 設有電梯 \| 設有手扶梯     |      |                                              |

## 歷史

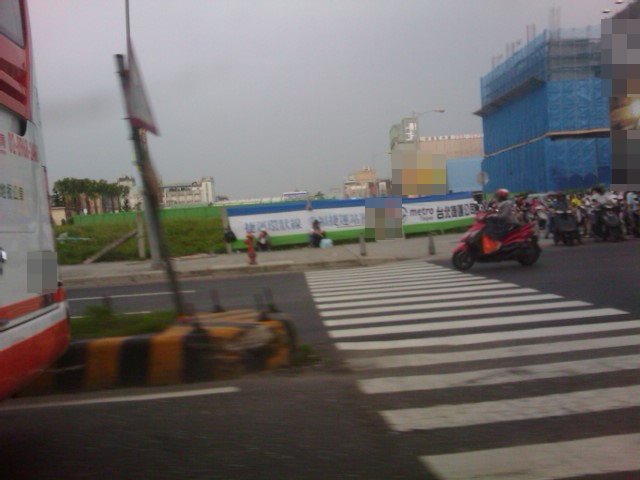
剛動工的幸福站工地

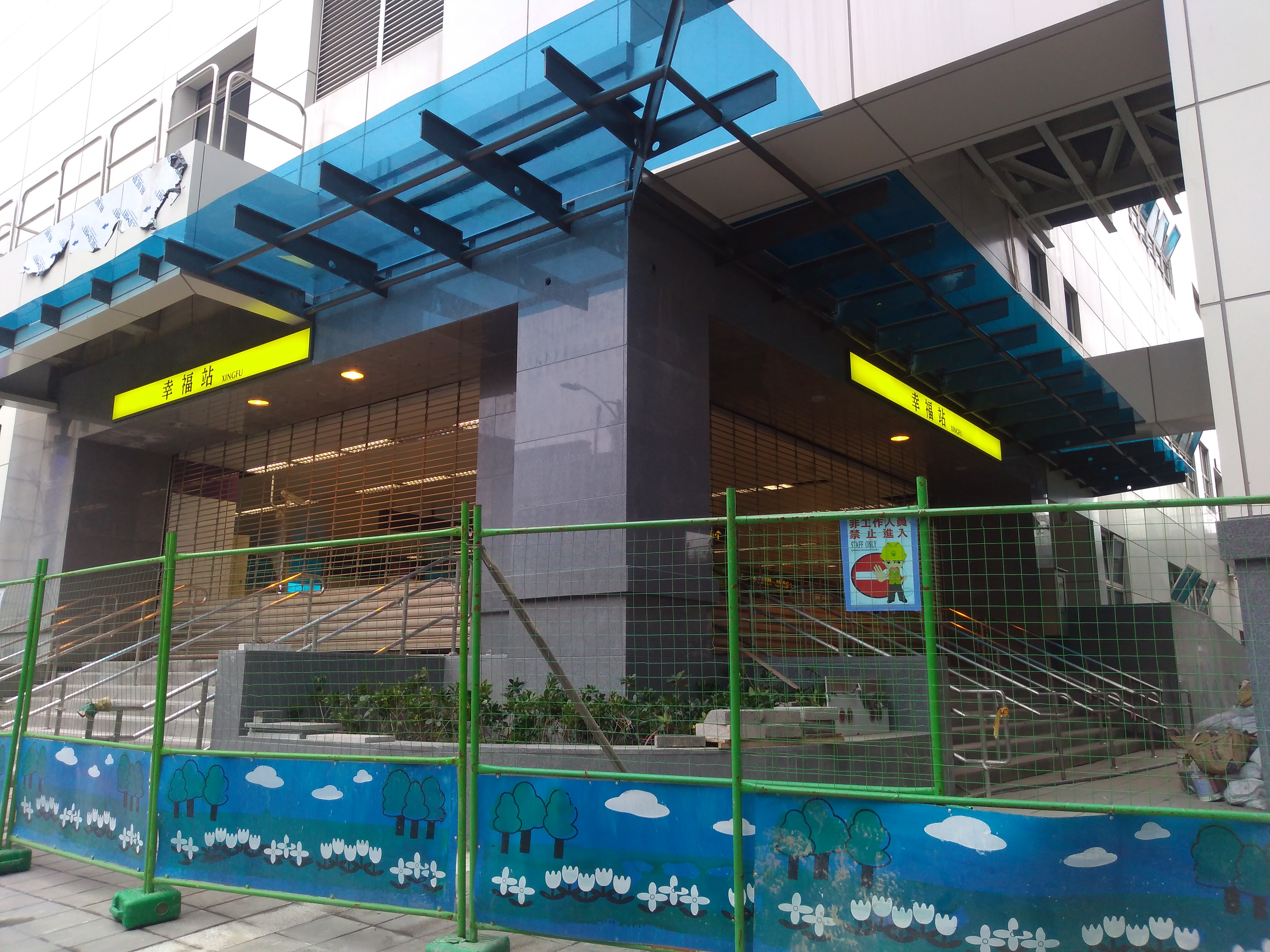
興建中的幸福站（2019年）

- 2019年10月25日：臺北市政府辦理環狀線第一階段（西環段）初勘作業。
- 2020年1月5日：交通部辦理環狀線第一階段（西環段）履勘作業。
- 2020年1月19日：環狀線「新北產業園區—大坪林」段開放試營運，試乘時間於上午10點至下午4點[5][6]。
- 2020年1月31日：環狀線幸福站隨著環狀線「新北產業園區—大坪林」段正式通車而啟用[1][2][3]。
- 2023年1月31日：環狀線西環段（新北產業園區站-大坪林站）交回新北捷運公司營運[7]。
- 2023年11月24日：本站與日本熊本縣球磨川鐵道湯前線岡留幸福車站締結姊妹車站。[8][9]

## 利用狀況
| 年   | 年間      | 年間      | 年間      | 年間   | 單日平均 | 單日平均 |
| 年   | 上車      | 下車      | 上下車計  | 來源   | 上車     | 上下車   |
| ---- | --------- | --------- | --------- | ------ | -------- | -------- |
| 2020 | 1,014,384 | 1,119,309 | 2,133,693 | [ 10 ] | 2,915    | 6,131    |
| 2021 | 946,553   | 1,019,701 | 1,966,254 | [ 10 ] | 2.593    | 5,386    |
| 2022 | 1,093,752 | 1,192,338 | 2,286,090 | [ 10 ] | 2.996    | 6,263    |

## 公車資訊
站牌名為《捷運幸福站》、《幸福思源路口》、《幸福東路》、《仁義里》。
| 編號           | 經營業者            | 區間                       | 備註                                                  |
| -------------- | ------------------- | -------------------------- | ----------------------------------------------------- |
| 99             | 臺北客運 首都客運   | 新莊－板橋                 | 停靠《幸福思源路口》、《仁義里》。 屬於新北市區公車。 |
| 299            | 三重客運 大都會客運 | 新莊－永春高中             | 停靠《幸福思源路口》、《幸福東路》。                  |
| 618            | 首都客運            | 新莊－士林                 | 停靠《幸福思源路口》、《幸福東路》。                  |
| 622            | 三重客運            | 泰山－捷運中山站(志仁高中) | 停靠《幸福思源路口》、《幸福東路》。                  |
| 813            | 指南客運 光華巴士   | 五股－中和                 | 停靠《捷運幸福站》、《仁義里》。 屬於新北市區公車。   |
| 813 區間       | 光華巴士            | 中和－新莊聯合辦公大樓     | 停靠《捷運幸福站》、《仁義里》。 屬於新北市區公車。   |
| 845            | 臺北客運 首都客運   | 新莊－捷運新埔站           | 停靠《幸福思源路口》、《仁義里》。 屬於新北市區公車。 |
| 918            | 中興巴士 指南客運   | 泰山－新店                 | 停靠《捷運幸福站》、《仁義里》。 屬於新北市區公車。   |
| 918區間車      | 中興巴士            | 泰山－板橋                 | 停靠《捷運幸福站》、《仁義里》。 屬於新北市區公車。   |
| 920            | 臺北客運            | 林口－板橋                 | 停靠《捷運幸福站》、《仁義里》。 屬於新北市區公車。   |
| 920副          | 臺北客運            | 林口轉運站－板橋           | 停靠《捷運幸福站》、《仁義里》。 屬於新北市區公車。   |
| 982            | 首都客運 大都會客運 | 新莊－新店                 | 停靠《捷運幸福站》、《仁義里》。 屬於新北市區公車。   |
| 982 區間       | 首都客運 大都會客運 | 新北產業園區－捷運新埔站   | 停靠《捷運幸福站》、《仁義里》。 屬於新北市區公車。   |
| 藍18           | 臺北客運 首都客運   | 中和－新莊                 | 停靠《幸福思源路口》、《仁義里》。 屬於新北市區公車。 |
| 橘21           | 三重客運            | 迴龍－新北產業園區         | 返程停靠《幸福思源路口》。 屬於新北市區公車。         |
| 內科通勤專車11 | 大有巴士            | 新莊－內湖科技園區         | 停靠《幸福思源路口》。                                |

## 腳註

### 來源資料
1. 1 2  . 卞金峰. 中央社. 2020-01-21  [2020-01-21]. （原始内容存档于2020-02-26）.
2. 1 2  捷運環狀線1/31通車 一張圖看懂哪8站可以轉乘 （页面存档备份，存于），自由時報，2020-01-21 16:49:13。
3. 1 2  新北環狀線 1月31日通車營運，新北環狀線免費試乘3日，吸引超過11萬人試乘 （页面存档备份，存于），翻爆，2020-01-24。
4. ↑  . 臺北大眾捷運股份有限公司. 2021-01-15.
5. ↑  新北捷運環狀線 19日起免費試乘 （页面存档备份，存于），Yahoo奇摩新聞，2020年1月17日 上午2:26。
6. ↑  捷運新北環狀線 19日起免費試乘 （页面存档备份，存于），自由時報，2020-01-17 05:30:00。
7. ↑  葉德正、楊亞璇. . 中時新聞網. 2022-06-07  [2022-06-07]. （原始内容存档于2022-06-15） （中文）.
8. ↑  . 中央通訊社. 2023-11-28  [2023-11-29]. （原始内容存档于2023-12-05） （中文（臺灣））.
9. ↑  . 自由時報. 2023-11-29 （中文（臺灣））.
10. ↑  . 臺北市交通統計資料庫查詢系統. 2021-02-04  [2022-06-25]. （原始内容存档于2020-11-28）.

## 外部連結
- 臺北大眾捷運股份有限公司 （页面存档备份，存于）
- 臺北市政府捷運工程局 （页面存档备份，存于）
- 幸福站位置圖（台北捷運公司）
- 幸福站車站剖面相關位置圖（台北捷運公司）
- 販賣店現況 （页面存档备份，存于）